# Улица 40-летия Октября (Екатеринбург)
У́лица 40-ле́тия Октября́ (до 1961 года — улица Мо́лотова) — магистральная улица в жилом районе (микрорайоне) «Уралмаш» Орджоникидзевского административного района Екатеринбурга.

## Происхождение и история названий
На первых планах застройки Уралмаша обозначена, как улица Ломоносова. Но это название закрепилось за другой улицей, а ул. 40-летия Октября до 1957 года носила название Молотова, в честь советского партийного и государственного деятеля В. М. Молотова, после была переименована в улицу 40-летия Октября. На одном из планов застройки Уралмаша указано название улица Ломоносова. Возможно, это было только проектным названием. Своё современное название улица получила в честь 40-летия Октябрьской революции.

## Расположение и благоустройство
Улица 40-летия Октября проходит с юго-запада на северо-восток между улицами Ломоносова и Индустрии (начальный участок до Суворовского переулка имеет направление с юга на север). Улица начинается от Т-образного перекрёстка с улицей Машиностроителей и заканчивается у улицы Восстания. Пересекается с улицами 22-го Партсъезда, Кировградской, Калинина, Уральских Рабочих, Победы и Избирателей. На перекрёстке улиц 40-летия Октября — Калинина улицу по диагонали разрезает проспект Орджоникидзе. Слева на улицу выходят Суворовский переулок, Культуры, улицы Фестивальная и Достоевского, справа выходят улицы Хмелёва и Банникова.
Протяжённость улицы составляет около 2630 метров. Ширина проезжей части — около 12 м (по две полосы в каждую сторону движения).
На протяжении улицы имеется девять светофоров, нерегулируемых пешеходных переходов нет. С обеих сторон улица оборудована тротуарами.

## История
Возникновение улицы связано с формированием и развитием соцгородка «Уралмашзавода» в 1930-х годах. Просека, обозначавшая ось будущей улицы в 1930-е годы, являлась одной из самых отдалённых. Свидетели рассказывали о том, как ходили сюда собирать ягоды и грибы, которых было здесь в избытке.
Улица тянется стрелой прямо от заводской проходной. На этой улице находился старейший в городе кинотеатр «Темп» (снесённый в 2018 году). Недалеко от кинотеатра была расположена медсанчасть УЗТМ (городская больница № 14), отметившая свой полувековой юбилей на три года раньше завода, потому что медики пришли на «Уралмашинострой» вместе с первыми строителями.
Улица впервые показана как застраиваемая на плане Свердловска 1939 года, где она уже имела собственное название. На городских планах 1942 и 1947 годов показана застройка нескольких кварталов как по чётной, так и по нечётной сторонам, полностью застроена (вплоть до улицы Коммунистической) улица была позднее. Застройка преимущественно среднеэтажная (дома типовых серий, «хрущёвки» и «брежневки»), хотя в северной части улицы имеется и несколько комплексов зданий высотой 9—14 этажей.
С точки зрения архитектуры на улице наиболее полно представлены все её стили, начиная с 1930-х — 1940-х годов. Участок от улицы Культуры до рынка — эпоха трёх- и пятиэтажных домов. Более современные 14-этажные дома находятся на отрезке от улицы Калинина до улицы Победы. Участок Избирателей — Коммунистическая — так называемый «частный сектор» (небольшие дома с приусадебными участками), построенные в послевоенные годы. По распоряжению директора «Уралмашзавода» Б. Г. Музрукова при УЖКХ был организован участок, оказывающий помощь строителям частных домов транспортом, материалами и рабочей силой. Каждый застройщик на месяц освобождался от основной работы с сохранением заработной платы.
В канун ноябрьских праздников 1956 года улица получила своё современное название (40 лет Октября), ранее она называлась улицей Молотова.
В канун октябрьских праздников 1973 года по улице 40 лет Октября была запущена новая троллейбусная линия.

## Транспорт

### Наземный общественный транспорт
Улица является важной внутрирайонной транспортной магистралью, по которой проходят троллейбусные маршруты № 38 и № 30, и ходят маршрутные такси № 033 и № 80. Остановки общественного транспорта — «40 лет Октября», «Хмелёва», «Культуры», «Орджоникидзе», «Калинина», «Победы» и «Восстания».

### Ближайшие станции метро
В 1 км восточнее конца улицы находится станция метро  Проспект Космонавтов. К началу улицы линий метро проводить не запланировано.